# Canton du Coteau
Le canton du Coteau est une circonscription électorale française du département de la Loire.

## Histoire
Un nouveau découpage territorial de la Loire (département) entre en vigueur à l'occasion des élections départementales de 2015. Il est défini par le décret du 26 février 2014, en application des lois du 17 mai 2013 (loi organique 2013-402 et loi 2013-403). Les conseillers départementaux sont, à compter de ces élections, élus au scrutin majoritaire binominal mixte. Les électeurs de chaque canton élisent au Conseil départemental, nouvelle appellation du Conseil général, deux membres de sexe différent, qui se présentent en binôme de candidats. Les conseillers départementaux sont élus pour 6 ans au scrutin binominal majoritaire à deux tours, l'accès au second tour nécessitant 12,5 % des inscrits au 1er tour. En outre la totalité des conseillers départementaux est renouvelée. Ce nouveau mode de scrutin nécessite un redécoupage des cantons dont le nombre est divisé par deux avec arrondi à l'unité impaire supérieure si ce nombre n'est pas entier impair, assorti de conditions de seuils minimaux. Dans la Loire, le nombre de cantons passe ainsi de 40 à 21.
Le canton du Coteau est formé de communes des anciens cantons de Néronde (10 communes), de Saint-Symphorien-de-Lay (13 communes) et de Perreux (6 communes). Il est entièrement inclus dans l'arrondissement de Roanne. Le bureau centralisateur est situé au Coteau.

## Représentation
| Période élective | Période élective | Mandat | Mandat   | Identité           | Nuance | Nuance | Qualité |
| ---------------- | ---------------- | ------ | -------- | ------------------ | ------ | ------ | --- |
| 2015             | 2021             | 2015   | 2021     | Véronique Chaverot |        | LR     | Maire de Violay ancienne conseillère régionale Vice-Présidente du Conseil départemental                                                    |
| 2015             | 2021             | 2015   | 2021     | Daniel Frechet     |        | LR     | Maire de Commelle-Vernay Vice-Président du Conseil départemental                                                                           |
| 2021             | 2028             | 2021   | en cours | Véronique Chaverot |        | LR     | Maire de Violay, 4ème Vice-présidente du conseil départemental (attractivité - tourisme)                                                   |
| 2021             | 2028             | 2021   | en cours | Daniel Fréchet     |        | LR     | Maire de Commelle-Vernay, 1er vice président de Roannais Agglomération, 9ème vice-président du conseil départemental (eau - environnement) |

### Résultats détaillés

#### Élections de mars 2015
À l'issue du 1er tour des élections départementales de 2015, trois binômes sont en ballottage : Véronique Chaverot et Daniel Frechet (UMP, 34,5 %), Michèle Agrafeil et René Bruhat (FN, 30,91 %) et Fabienne Stalars et Jean-Claude Tissot (PS, 28,13 %). Le taux de participation est de 53,1 % (12 557 votants sur 23 649 inscrits) contre 48,48 % au niveau départemental et 50,17 % au niveau national.
Au second tour, Véronique Chaverot et Daniel Frechet (UMP) sont élus avec 38,04 % des suffrages exprimés et un taux de participation de 56,57 % (4 906 voix pour 13 379 votants et 23 649 inscrits).

#### Élections de juin 2021
Le premier tour des élections départementales de 2021 est marqué par un très faible taux de participation (33,26 % au niveau national). Dans le canton du Coteau, ce taux de participation est de 32,59 % (7 810 votants sur 23 967 inscrits) contre 30,05 % au niveau départemental. À l'issue de ce premier tour, deux binômes sont en ballottage : Véronique Chaverot et Daniel Frechet (DVD, 58,2 %) et Luc Dotto et Hélène Leylavergne (Union à gauche avec des écologistes, 23,64 %).
Le second tour des élections est marqué une nouvelle fois par une abstention massive équivalente au premier tour. Les taux de participation sont de 34,36 % au niveau national, 31,31 % dans le département et 32,94 % dans le canton du Coteau. Véronique Chaverot et Daniel Frechet (DVD) sont élus avec 73,32 % des suffrages exprimés (5 411 voix pour 7 896 votants et 23 973 inscrits),,.

## Composition
Le canton du Coteau comprend les vingt-neuf communes suivantes.
| Nom                               | Code Insee | Intercommunalité                | Superficie (km2) | Population (dernière pop. légale) | Densité (hab./km2) | Modifier                                    |
| --------------------------------- | ---------- | ------------------------------- | ---------------- | --------------------------------- | ------------------ | ------------------------------------------- |
| Le Coteau (bureau centralisateur) | 42071      | CA Roannais Agglomération       | 4,89             | 6 893 (2022)                      | 1 410              | modifier les données · modifier les données |
| Balbigny                          | 42011      | CC de Forez-Est                 | 16,98            | 2 848 (2022)                      | 168                | modifier les données · modifier les données |
| Bussières                         | 42029      | CC de Forez-Est                 | 16,76            | 1 531 (2022)                      | 91                 | modifier les données · modifier les données |
| Chirassimont                      | 42063      | CC du Pays entre Loire et Rhône | 10,69            | 388 (2022)                        | 36                 | modifier les données · modifier les données |
| Commelle-Vernay                   | 42069      | CA Roannais Agglomération       | 12,41            | 3 041 (2022)                      | 245                | modifier les données · modifier les données |
| Cordelle                          | 42070      | CC du Pays entre Loire et Rhône | 26,64            | 944 (2022)                        | 35                 | modifier les données · modifier les données |
| Croizet-sur-Gand                  | 42077      | CC du Pays entre Loire et Rhône | 5,98             | 315 (2022)                        | 53                 | modifier les données · modifier les données |
| Fourneaux                         | 42098      | CC du Pays entre Loire et Rhône | 12,17            | 567 (2022)                        | 47                 | modifier les données · modifier les données |
| Lay                               | 42118      | CC du Pays entre Loire et Rhône | 12,85            | 764 (2022)                        | 59                 | modifier les données · modifier les données |
| Machézal                          | 42128      | CC du Pays entre Loire et Rhône | 13,88            | 401 (2022)                        | 29                 | modifier les données · modifier les données |
| Neaux                             | 42153      | CC du Pays entre Loire et Rhône | 17,36            | 479 (2022)                        | 28                 | modifier les données · modifier les données |
| Néronde                           | 42154      | CC de Forez-Est                 | 8,57             | 482 (2022)                        | 56                 | modifier les données · modifier les données |
| Neulise                           | 42156      | CC du Pays entre Loire et Rhône | 22,99            | 1 356 (2022)                      | 59                 | modifier les données · modifier les données |
| Notre-Dame-de-Boisset             | 42161      | CA Roannais Agglomération       | 9,10             | 573 (2022)                        | 63                 | modifier les données · modifier les données |
| Parigny                           | 42166      | CA Roannais Agglomération       | 9,15             | 627 (2022)                        | 69                 | modifier les données · modifier les données |
| Perreux                           | 42170      | CA Roannais Agglomération       | 41,35            | 2 105 (2022)                      | 51                 | modifier les données · modifier les données |
| Pinay                             | 42171      | CC de Forez-Est                 | 6,62             | 285 (2022)                        | 43                 | modifier les données · modifier les données |
| Saint-Cyr-de-Favières             | 42212      | CC du Pays entre Loire et Rhône | 14,11            | 1 028 (2022)                      | 73                 | modifier les données · modifier les données |
| Saint-Cyr-de-Valorges             | 42213      | CC de Forez-Est                 | 9,91             | 311 (2022)                        | 31                 | modifier les données · modifier les données |
| Saint-Jodard                      | 42241      | CC de Forez-Est                 | 6,65             | 392 (2022)                        | 59                 | modifier les données · modifier les données |
| Saint-Just-la-Pendue              | 42249      | CC du Pays entre Loire et Rhône | 19,88            | 1 644 (2022)                      | 83                 | modifier les données · modifier les données |
| Saint-Marcel-de-Félines           | 42254      | CC de Forez-Est                 | 22,43            | 807 (2022)                        | 36                 | modifier les données · modifier les données |
| Saint-Priest-la-Roche             | 42277      | CC du Pays entre Loire et Rhône | 13,50            | 340 (2022)                        | 25                 | modifier les données · modifier les données |
| Saint-Symphorien-de-Lay           | 42289      | CC du Pays entre Loire et Rhône | 33,57            | 1 976 (2022)                      | 59                 | modifier les données · modifier les données |
| Saint-Vincent-de-Boisset          | 42294      | CA Roannais Agglomération       | 4,11             | 972 (2022)                        | 236                | modifier les données · modifier les données |
| Sainte-Agathe-en-Donzy            | 42196      | CC de Forez-Est                 | 3,39             | 117 (2022)                        | 35                 | modifier les données · modifier les données |
| Sainte-Colombe-sur-Gand           | 42209      | CC de Forez-Est                 | 13,56            | 386 (2022)                        | 28                 | modifier les données · modifier les données |
| Vendranges                        | 42325      | CC du Pays entre Loire et Rhône | 11,14            | 390 (2022)                        | 35                 | modifier les données · modifier les données |
| Violay                            | 42334      | CC de Forez-Est                 | 27,07            | 1 210 (2022)                      | 45                 | modifier les données · modifier les données |
| Canton du Coteau                  | 4204       |                                 | 427,71           | 33 172 (2022)                     | 78                 | modifier les données                        |

## Démographie
En 2022, le canton comptait 33 172 habitants, en évolution de +0,56 % par rapport à 2016 (Loire : +1,32 %, France hors Mayotte : +2,11 %).
| 2013   | 2018   | 2022   |
| ------ | ------ | ------ |
| 32 778 | 32 985 | 33 172 |